# Зоряні війни: Прихована загроза
«Зоряні війни. Епізод І. Прихована загроза» (англ. Star Wars Episode І: The Phantom Menace) — науково-фантастичний фільм, знятий Джорджом Лукасом, четвертий за роком випуску, але хронологічно перший фільм кіносаги «Зоряні війни».
Прем'єра фільму відбулася 19 травня 1999 року, майже через 16 років після виходу попереднього фільму саги  — «Зоряні війни: Повернення джедая». Перший фільм приквелу «Зоряних війн» зібрав близько 924,3 мільйона доларів по всьому світу, а його бюджет становив 115 мільйонів доларів (фільм став найдорожчим у новій трилогії).
2010 року компанія 20th Century Fox повідомила, що у 2012 році «Зоряні війни: Прихована загроза» буде перевидано у форматі 3D. У міжнародний прокат 3D-версія вийшла 9 лютого 2012 року, а в український — 9 лютого 2012 року. Нова 3D-версія, на додачу до конвертації у 3D, також внесла певні візуальні зміни у фільм. Найважливіша з них — це новий майстер Йода — у порівнянні з оригінальною версією, де його зображувала лялька, у новій версії Йода повністю замінений 3D-моделлю.

## Створення
Після виходу всіх фільмів з оригінальної трилогії Джордж Лукас повідомляв, що повернеться до роботи над черговою картиною до 20-річчя прем'єри стрічки «Зоряні війни: Нова надія». Роботу над сценарієм до приквелу «Зоряних воїн» Лукас почав 1 листопада 1994 р. Сценарій для «Прихованої загрози» написаний на основі 15-сторінкового режисерського начерку, зробленого Лукасом ще в 1976 р. Ця чернетка використовувалася Лукасом для простежування попередніх історій персонажів і подій, що відбулися в оригінальній трилогії.
Робочою назвою фільму був «Початок» (англ. Genesis/Beginning). Пізніше Лукас оголосив остаточну назву — «Прихована загроза» (на відміну від інших назв фільмів у трилогії, назва першого епізоду більш неоднозначна, що підкреслює неясність долі Енакіна).
Зйомки почалися 26 червня 1997 року і завершилися уже 30 вересня. В основному вони проходили на студії «Leavesden Film» в Англії. Сцени на Татуїні знімалися в туніській частині Сахари, а королівський палац Набу — в Королівському палаці (Reggia di Caserta) у Казерті (Італія). Місто Мос Еспа побудували у пустелі за містом Таузар.

## Сюжет
Двоє лицарів-джедаїв призначені послами для врегулювання конфлікту що зростає між Торговельною Федерацією та планетою Набу. Однак переговори не відбулися. Джедаї (майстер Квай-Гон Джинн і його падаван Обі-Ван Кенобі) були атаковані дроїдами. Після перемоги над ними, джедаї втекли з корабля. Федерація має союзника-ситха лорда Сідіуса, який прагне захопити владу в Республіці. Лицарі потрапили на планету Набу, де Квай-Гон врятував місцевого гунгана Джар-Джар Бінкса. Натомість той відвів джедаїв до свого міста Ото Гунга, де вони отримали підводний транспорт, щоб дістатися Сіда, столиці Набу. Тут трійця врятувала королеву Набу Падме Амідалу.
Уникнувши смерті, лицарі разом із королевою втікають з планети в надії добратися до столиці Республіки планети-міста Корусант. В дорозі вони вимушені зупинитися на пустельній планеті Татуїн через вихід з ладу космічного корабля. В пошуках необхідних деталей Квай-Гон, Падме (королева, що перевдяглась служницею, щоб ніхто з оточуючих не впізнав її), Джар-Джар і астродроїд Р2-Д2 йдуть у місто Мос Еспа. Тут джедаї виявляють незвичайного хлопця-раба, на ім'я Енакін Скайвокер, у якому відчувають надзвичайно потужну Силу. Між хлопчиком та молодою Падме виникає симпатія. В цей час R2-D2 знайомиться з творінням Енакіна — дроїдом С-3РО. Квай-Гон укладає угоду з його господарем Ватто про звільнення хлопця й отримання деталей, якщо Енакін переможе в перегонах. Хлопець перемагає і здобуває свободу. Джедаї забирають хлопчика з собою, щоб навчити мистецтву джедая, але зустрічаються з ситхом, раса якого вважалася раз і назавжди переможеною. Квай-Гон приймає бій, але доводиться відступити.
На планеті Корусант Квай-Гон веде Енакіна на раду джедаїв, але вони не хочуть, щоб хлопчик починав навчання. Попри заборону Джинн вирішує вчити Скайвокера. Амідала виступає у сенаті Республіки, де висуває вотум недовіри старому канцлеру Велоруму. Канцлером пропонують обрати Палпатіна. Тим часом рада джедаїв на чолі з майстром Йодою занепокоєна появою ситха, якого підіслав таємничий лорд Сідіус. Вони відправляють Квай-Гона й Обі-Вана назад на Набу разом з королевою, яка сама хоче запобігти війні. Падме знову використовує двійника, щоб відвернути від себе загрозу. Проте їй вдається залучитися підтримкою гунганів.
Починається бій між гунганами, яких очолює генерал Бінкс, та дроїдами, у якому другі швидко перемагають. Королева потрапляє у палац, де захоплює намісника. Енакіну та R2-D2 вдається керувати винищувачем і вони вступають у бій. На автопілоті вони потрапляють на керівний корабель дроїдів Федерації й знищують його. Після цього армія дроїдів вже не дієздатна. У палаці, у генераторному приміщенні, відбувається бій між джедаями та ситхом Дартом Молом. Він вбиває Квай-Гона, але гине від руки Обі-Вана.
На Корусканті рада джедаїв дозволяє Обі-Вану вчити Енакіна. Сенат обирає новим канцлером Палпатіна. Квай-Гона кремують. А на Набу відбувається святкування перемоги.

## У ролях
| Актор                | Роль                              |
| -------------------- | --------------------------------- |
| Ліам Нісон           | Квай-Гон Джинн                    |
| Юен Мак-Грегор       | Обі-Ван Кенобі                    |
| Наталі Портман       | Падме Амідала Наберріє            |
| Джейк Ллойд          | Енакін Скайвокер                  |
| Єн Макдермід         | Палпатін / Дарт Сідіус            |
| Ахмед Бест           | Джар Джар Бінкс                   |
| Пернілла Аугуст      | Шмі Скайвокер                     |
| Френк Оз             | Йода                              |
| Ентоні Деніелс       | С-3РО                             |
| Кенні Бейкер         | R2-D2                             |
| Семюел Лірой Джексон | Мейс Вінду                        |
| Рей Парк             | Дарт Мол                          |
| Теренс Стемп         | Верховний Канцлер Френсіс Валорум |
| Кіра Найтлі          | Сабе                              |
| Софія Коппола        | Саше                              |
| Ліндсі Дункан        | TC-14                             |
| Ворвік Девіс         | Візел                             |
| Енді Секомб          | Вотто                             |

## Український дубляж

### Український дубляж студії «Postmodern» (2011)
Фільм дубльовано студією «Postmodern» на замовлення компанії «Геміні Україна» у 2011 році.
- Перекладач — Ірина Яценко
- Режисер дубляжу — Костянтин Лінартович
- Звукорежисер — Максим Пономарчук
- Менеджер проєкту — Ірина Туловська

Ролі дублювали:
- Квай-Ґон — Андрій Самінін
- Юен МакҐреґор/Обі-Ван Кенобі — Дмитро Лінартович
- Джар Джар — Павло Скороходько
- Палпатін — Василь Мазур
- Сайлас Карсон — Юрій Висоцький
- Ватто — Костянтин Лінартович
- Браян Блессід/Бос Нас — Євген Шах
- Теренс Стемп/Канцлер Валорум — Валерій Шептекіта

та інші.

### Український дубляж студії «LeDoyen» (2018)
Фільм дубльовано студією «LeDoyen» на замовлення компанії «Disney Character Voices International» у 2018 році.
Ролі дублювали:
- Енакін Скайвокер — Дмитро Зленко
- Квай-Ґон Джинн — Ярослав Чорненький
- Джа Джа Бінкс — Олександр Чернов
- Обі-Ван Кенобі — Іван Розін
- Бос Насс — Євген Сінчуков
- Ватто — Михайло Кукуюк
- Падме Амідала — Анна Сагайдачна
- Майстер Йода — Сергій Чуркін
- Шмі — Ірина Ткаленко
- Палпатін/Дарт Сідіус — Владислав Пупков
- C3PO — Юрій Кудрявець
- Дарт Мол — Олександр Ігнатуша
- Мейс Вінду — Олександр Шевчук
- Капітан Панака — В'ячеслав Дудко
- Нут Ганрей — Євген Малуха
- А також: Євген Пашин, Валерій Легін, Сергій Солопай, Олена Яблочна та інші

- Режисер дубляжу — Анна Пащенко
- Перекладач, автор синхронного тексту — Федір Сидорук
- Звукорежисери — Альона Шиманович, Михайло Угрин
- Звукорежисери перезапису — Всеволод Солнцев, Олег Кульчицький
- Творчий консультант — Maciej Eyman
- Координатор проекту — Аліна Гаєвська

## Цікаві факти
- Першою в ході зйомок знято сцену розмови між Дарт Сідіусом і Дарт Молом
- Сцена битви Дарта Мола проти Обі-Вана з Квай-Гоном на світлових мечах знімалася протягом місяця (це перша сутичка такого роду, у якій брали участь більше двох джедаїв або ситхів). Поєдинок супроводжується музичною композицією Джона Вільямса за мотивами середньовічної кельтської поеми «Битва дерев», окремі слова з якої перекладено санскритом
- Звук тріпотливих крил торговця Ватто виникав у результаті відкривання й закривання звичайної парасольки
- До зйомок у ролі королеви Амідали Наталі Портман не бачила жодного фільму з оригінальної трилогії «Зоряних воєн»
- Наталі Портман пропустила світову прем'єру «Прихованої загрози» через підготовку до сесії в університеті
- Софія Коппола та Кіра Найтлі одержали короткі ролі служниць Падме у фільмі, фактично разюча зовнішня подібність Наталі Портман і Кіри Найтлі стала основою подальшої акторської кар'єри останньої
- Всупереч поширеній думці, у більшості сцен королеву Амідалу під гримом грала не Наталі Портман, що грала Падме, а Кіра Найтлі
- Через високий зріст Ліама Нісона декораторам довелося витратити ще 150 000 доларів на нові декорації, у яких актор зміг би вміститися
- «Прихована загроза» — єдиний фільм «Зоряних воїн», у якому представлена унікальна здатність джедаїв до прискорення
- Після прокручування всіх титрів наприкінці фільму чутно лиховісний подих Дарта Вейдера
- Під час битви гунганів з військами Федерації миготить дроїд із серійним номером «1138» на спині (це число входило в назву першого повнометражного фільму Джорджа Лукаса, що називалося «THX 1138»)
- Один з кораблів, що пролітають над Корусантом за мить до розмови Дарта Сідіуса та Дарта Мола, ідентичний «Дискавері» з «Космічної Одисеї 2001 року», рятувальну капсулу цього ж корабля видно в сцені розмови між Квай-Гоном і Ватто на задньому плані серед інших іржавих деталей в «крамниці» торговця на Татуїні
- У сцені засідання Галактичного Сенату можна розібрати кілька делегацій, у тому числі вукі, та групу іншопланетян, що нагадують знаменитого E.T. з фільму Стівена Спілберга «Іншопланетянин»
- У ранніх версіях сценарію планета королеви Амідали називалася Утапау, але в результаті ця назва відійшла до планети, де Обі-Ван бореться з генералом Гривусом в «Помсті ситхів»
- Єдина сцена у фільмі, в якій не використовуються візуальні ефекти — це сцена заповнення газом кімнати зустрічей з Квай-Гоном і Обі-Ваном на початку фільму
- Під час зйомок боїв Еван Макгрегор часто мимоволі зображував звук світлового меча
- Падме із санскриту означає «лотос»
- Дарт Мол за весь фільм кліпає всього пару разів (це було викликано тим, що актору Рею Парку було важко кліпати в контактних лінзах, тому Парк запропонував ідею про лиходія, що ніколи не кліпає), але коли його вбиває Обі-Ван він встигає кліпнути один раз
- Ім'я Джар-Джар придумав син Джорджа Лукаса

## Трейлери
- Показовий трейлер (Star Wars Episode I: The Phantom Menace Trailer) [Архівовано 8 лютого 2008 у Wayback Machine.]
- Завантаження трейлера
- Трейлер стрічки [Архівовано 22 вересня 2008 у Wayback Machine.]